# Стілідіум
Стілідіум (лат. Stylidium) — рід трав'янистих рослин, налічує близько 300 видів і входить до родини стилідієвих (Stylidiaceae).
Назва роду походить від (дав.-гр. στύλος, трансліт. stylos) — «колона» або «стовп», що натякає на незвичайну репродуктивну систему рослини. Запилення відбувається за допомогою чутливого «тригера» — зрощеної у квіткову колонку системи чоловічих і жіночих органів. У момент приземлення комахи ця колонка різко спрацьовує й обсипає її пилком.
Рід належить до хижих рослин: уся рослина вкрита залозистими волосками, які приваблюють, приклеюють і «перетравлюють» комах.

## Ботанічний опис

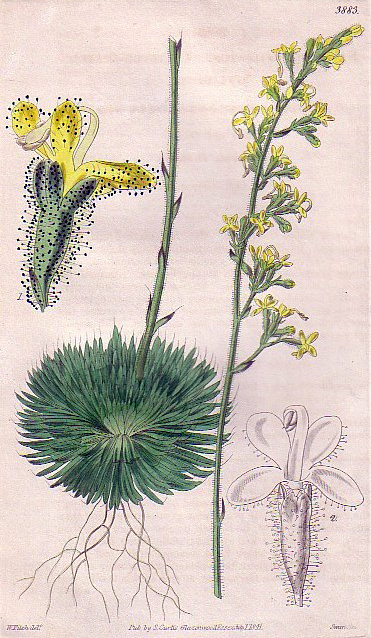
Stylidium ciliated.
Ботанічна ілюстрація з журналу Curtis's Botanical Magazine, 1840

Більшість видів — багаторічні трави, деякі з них є геофітами із запасаючими цибулинами. Невелика кількість видів — однорічні рослини.
Рослини варіюються за висотою — від кількох сантиметрів до 1,8 метра. Усі вони мають прикореневу листяну розетку, з якої виростає одне стебло. При цьому в одних видів розетка розпластана, в інших — щільна вертикальна.
Квітки морфологічно слабо відрізняються одна від одної: чотири пелюстки, зигоморфні, запилювальна колона розташована нижче площини квітки. Розмір квіток варіюється від 0,5 до 3 сантиметрів. Забарвлення різноманітне, однак найчастіше зустрічаються комбінації білого, кремового, жовтого та рожевого кольорів. Квітки зібрані в суцвіття, подібні до колоса або парасольки, за винятком Stylidium uniflorum, який має лише одну квітку. Цвітіння відбувається наприкінці весни.
Листя також значно варіюється — від вузького, майже шипоподібного (Stylidium affine), до широкого, розеткоподібного (Stylidium pulviniforme).

## Поширення та екологія
Майже всі види є ендеміками Австралії. Тільки чотири види знайшли за її межами:
- Stylidium alsinoides — на Філіппінах;
- Stylidium kunthii — в Бенгалії й М'янмі;
- Stylidium tenellum — в М'янмі й деяких районах Малайзії та В'єтнаму;
- Stylidium uliginosum — на Шрі-Ланці і південному узбережжю Китаю.

Загальна кількість видів роду стілідіум становить близько 300, проте лише 230 з них були формально описані. Більшість видів зростає в Австралії, що за кількістю видів ставить цей рід на п'яте місце в країні. У одному штаті Західна Австралія виявлено 150 видів, з яких 50 ростуть поблизу міста Перт.
Представники роду Stylidium трапляються на трав'янистих і піщаних рівнинах, пустках, скелястих схилах, у лісах, на берегах водойм і поблизу артезіанських свердловин. Деякі види, як-от Stylidium eglandulosum, здатні рости на порушених ґрунтах — узбіччях доріг, просіках та під лініями електропередач. Інші ж, наприклад Stylidium coronmiforme, є дуже чутливими до будови й складу ґрунту, тому зустрічаються вкрай рідко.
Запилення відбувається за участі одиночних бджіл та мух-дзижок.

## Види
За інформацією бази даних The Plant List, рід включає 19 видів (ще 325 видів мають невизначений статус):
- Stylidium albolilacinum
- Stylidium beaugleholei
- Stylidium darwinii
- Stylidium despectum
- Stylidium inundatum
- Stylidium longitubum
- Stylidium macrocarpum
- Stylidium merrallii
- Stylidium neglectum
- Stylidium preissii
- Stylidium pseudocaespitosum
- Stylidium pygmaeum
- Stylidium rhipidium
- Stylidium roseoalatum
- Stylidium roseonanum
- Stylidium tenellum
- Stylidium tinkeri
- Stylidium uliginosum
- Stylidium utricularioides